# لورا أشلي
لورا أشلي (بالإنجليزية: Laura Ashley) (7 شتنبر 1925 – 17 شتنبر1985) مصممة أزياء و سيدة أعمال غالية. أدلت مواد الأثاث في الخمسينات، و توسيع الأعمال في تصميم الملابس وصنعها في الستينات. لورا أشلي تتميز بتصاميم إنجليزية رومانسية — غالباً مع الخيوط الريفية الخاصة بالقرن التاسع عشر – واستخدام الأقمشة الطبيعية.

## روابط خارجية
- لورا أشلي على موقع IMDb (الإنجليزية)
- لورا أشلي على موقع الموسوعة البريطانية (الإنجليزية)
- لورا أشلي على موقع إن إن دي بي (الإنجليزية)